# Selkoepen

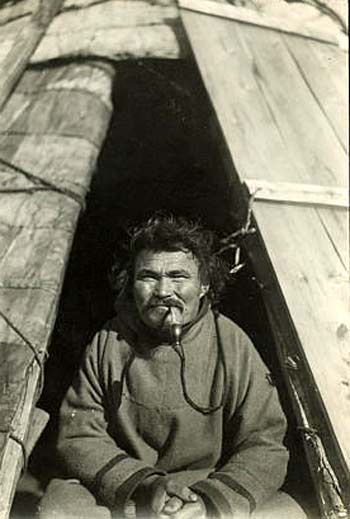
Selkoep, Obdorsk aan de Ob

De Selkoepen (Selkoeps: сёльӄуп, суссе ӄум, чумыль-ӄуп, шельӄуп, шешӄум, Russisch: сельку́пы) zijn een inheems volk uit Siberië, dat ruim verspreid woont tussen de middenloop van de rivieren Ob en Jenisej en deels nomadisch leeft. De ongeveer 4000 Selkoepen (4.249 bij de census van 2002, ca. 4.300 bij die van 1970) behoren tot de Samojeden, een groep van kleinere volken, die behoren tot de Oeraalse volkeren. Vroeger werden zij ook Ostjaak-Samojeden genoemd, hetgeen echter tot verwarring leidde met de 'Ostjaken', die zichzelf Chanten noemen, maar een andere oorsprong hebben. Bij de Oekraïense census van 2001 werden 62 Selkoepen geteld, waaronder één spreker van het Selkoeps.
Ongeveer 47% van de Selkoepen spreekt nog de eigen taal, het Selkoeps. Bij de volkstelling van 2010 was hun aantal gedaald tot 3.649 waarvan ongeveer 30% nog de eigen taal sprak. De Selkoepen hebben het voorrecht meer steur en andere edelvissen te mogen vangen dan de Russen.

## Afbeeldingen

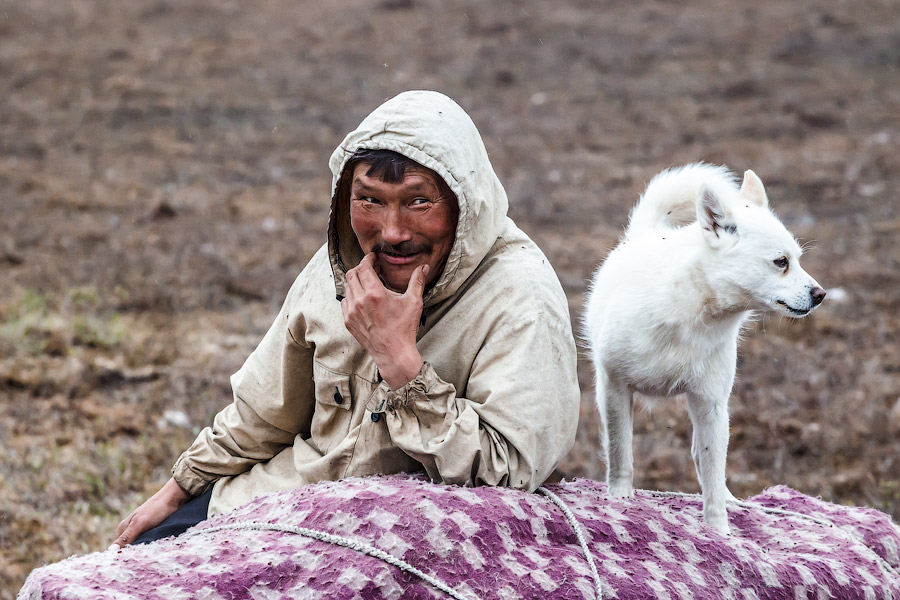
man met zijn hond
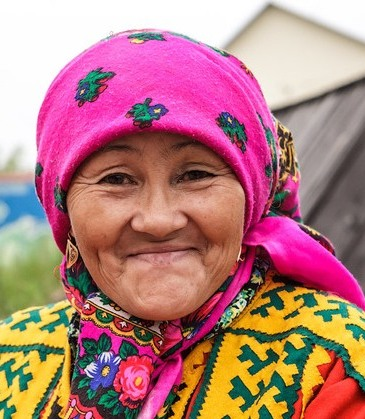
oude vrouw
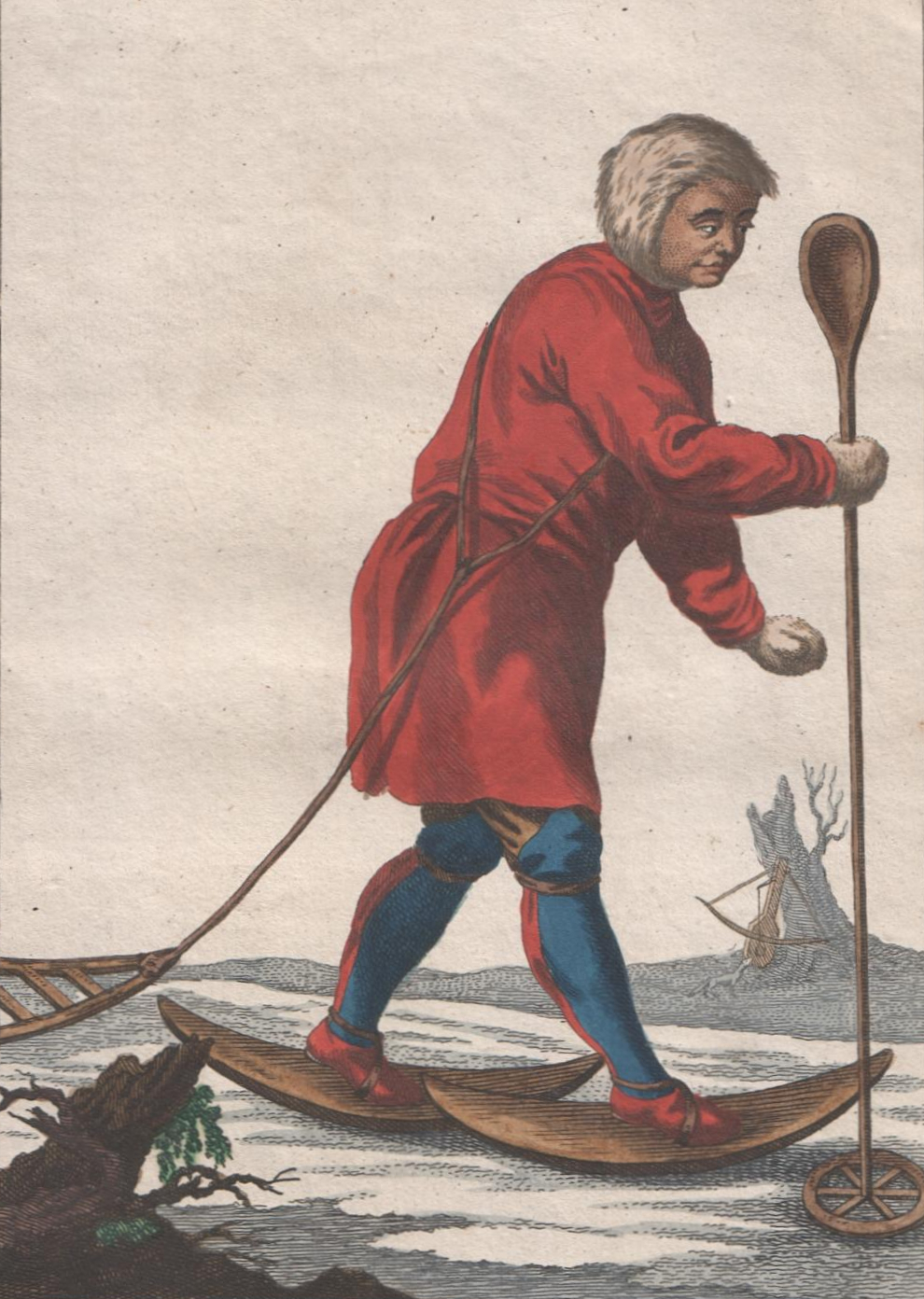
visser (schilderij uit de late 18e eeuw)